# Stammham (powiat Altötting)
Stammham – miejscowość i gmina w Niemczech, w kraju związkowym Bawaria, w rejencji Górna Bawaria, w regionie Südostoberbayern, w powiecie Altötting, wchodzi w skład wspólnoty administracyjnej Marktl. Leży około 12 km na północny wschód od Altötting, nad rzeką Inn, przy drodze B20, B12, B12n i linii kolejowej Monachium – Wels.

## Polityka
Wójtem gminy jest Franz Lehner z CSU, rada gminy składa się z 12 osób.
|      | CSU/UB | FOP | Stammhamer FW | Razem |
| 2008 | 7      | -   | 5             | 12    |
| 2002 | 7      | 5   | -             | 12    |